# Prosopocera itzingeri
Prosopocera itzingeri là một loài bọ cánh cứng trong họ Cerambycidae.